# Список эпизодов телесериала «Миссия невыполнима» (1988)
Ниже приведён список серий телесериала «Миссия невыполнима» 1988 года.

## Обзор
| Сезон | Сезон | Эпизодов | Дата выхода в эфир | Дата выхода в эфир |
| Сезон | Сезон | Эпизодов | Дата начала        | Дата завершения    |
| ----- | ----- | -------- | ------------------ | ------------------ |
|       | 1     | 19       | октябрь 23, 1988   | май 6, 1989        |
|       | 2     | 16       | сентябрь 21, 1989  | февраль 24, 1990   |

## Сезоны (1988—1990)

### Сезон 1 (1988—1989)
| №                                 | #  | Название                         | Режиссёр             | Сценарист                                                     | Дата выхода в эфир | Prod. No. |
| --------------------------------- | -- | -------------------------------- | -------------------- | ------------------------------------------------------------- | ------------------ | --------- |
| 172                               | 1  | «Убийца» «The Killer»            | Клифф Боул           | Артур Вайс                                                    | 23 октября 1988    | 1         |
| Ремейк серии «Убийца» (5.1).      |    |                                  |                      |                                                               |                    |           |
| 173                               | 2  | «Система» «The System»           | Клифф Боул           | Роберт Хамнер                                                 | 30 октября 1988    | 3         |
| Ремейк серии «Система» (3.15).    |    |                                  |                      |                                                               |                    |           |
| 174                               | 3  | «Голограммы» «Holograms»         | Ким Мэннэрс          | Роберт Бреннэн                                                | 6 ноября 1988      | 4         |
| 175                               | 4  | «Осуждённый» «The Condemned»     | Клифф Боул           | Телеспектакль: Тэд Робертс и Майкл Фишер Рассказ: Джон Трумэн | 20 ноября 1988     | 5         |
| Ремейк серии «Осуждённый» (2.19). |    |                                  |                      |                                                               |                    |           |
| 176                               | 5  | «Наследие» «The Legacy»          | Ким Мэннэрс          | Майкл Линн Аллан Балтер                                       | 26 ноября 1988     | 2         |
| Ремейк серии «Наследие» (1.15).   |    |                                  |                      |                                                               |                    |           |
| 177                               | 6  | «Стена» «The Wall»               | Колин Баддс          | Дэвид Филлипс                                                 | 11 декабря 1988    | 6         |
| Ремейк серии «Банк» (2.4).        |    |                                  |                      |                                                               |                    |           |
| 178                               | 7  | «Король скота» «The Cattle King» | Майк Веджер          | Тэд Робертс                                                   | 18 декабря 1988    | 7         |
| 179                               | 8  | «Пешка» «The Pawn»               | Брайан Тренчард-Смит | Билли Маршалл-Стоункинг                                       | 15 января 1989     | 8         |
| 180                               | 9  | «Призраки» «The Haunting»        | Майк Веджер          | Майкл Фишер                                                   | 28 января 1989     | 9         |
| 181                               | 10 | «Львы» «The Lions»               | Роб Стюарт           | Телеспектакль: Дэвид Филлипс Рассказ: Джеймс Краун            | 4 февраля 1989     | 10        |
| 182                               | 11 | «Грек» «The Greek»               | Колин Баддс          | Тэд Робертс                                                   | 11 февраля 1989    | 11        |
| 183                               | 12 | «Фортуна» «The Fortune»          | Род Харди            | Роберт Бреннэн                                                | 18 февраля 1989    | 12        |
| 184                               | 13 | «Монтёр» «The Fixer»             | Колин Баддс          | Уолтер Бро                                                    | 25 февраля 1989    | 13        |
| 185                               | 14 | «Шпион» «Spy»                    | Роб Стюарт           | Майкл Фишер                                                   | 18 марта 1989      | 14        |
| 186                               | 15 | «Дьяволы» «The Devils»           | Арч Николсон         | Тэд Робертс                                                   | 25 марта 1989      | 15        |
| 187                               | 16 | «Чума» «The Plague»              | Колин Баддс          | Рик Майер                                                     | 8 апреля 1989      | 16        |
| 188                               | 17 | «Репрессия» «Reprisal»           | Роб Стюарт           | Уолтер Бро                                                    | 15 апреля 1989     | 17        |
| 189                               | 18 | «Подводная лодка» «Submarine»    | Колин Баддс          | Дейл Дугуид                                                   | 29 апреля 1989     | 18        |
| 190                               | 19 | «Старица» «Bayou»                | Дон Чеффи            | Джеффри М. Хейс                                               | 6 мая 1989         | 19        |

### Сезон 2 (1989—1990)
| №   | #  | Название                                               | Режиссёр             | Сценарист                                                                      | Дата выхода в эфир | Prod. No. |
| --- | -- | ------------------------------------------------------ | -------------------- | ------------------------------------------------------------------------------ | ------------------ | --------- |
| 191 | 1  | «Золотая змея. Часть 1» «The Golden Serpent: Part 1»   | Дон Чеффи            | Телеспектакль: Майкл Саймс, Тэд Робертс и Джеффри М. Хейс Рассказ: Майкл Саймс | 21 сентября 1989   | 20        |
| 192 | 2  | «Золотая змея. Часть 2» «The Golden Serpent: Part 2»   | Дон Чеффи            | Телеспектакль: Майкл Саймс, Тэд Робертс и Джеффри М. Хейс Рассказ: Майкл Саймс | 28 сентября 1989   | 21        |
| 193 | 3  | «Принцесса» «The Princess»                             | Колин Баддс          | Тэд Робертс                                                                    | 5 октября 1989     | 22        |
| 194 | 4  | «Командное выступление» «Command Performance»          | Арч Николсон         | Роберт Бреннэн                                                                 | 12 октября 1989    | 23        |
| 195 | 5  | «Обратный отсчёт» «Countdown»                          | Брайан Тренчард-Смит | Чип Хейс                                                                       | 26 октября 1989    | 24        |
| 196 | 6  | «Военные игры» «War Games»                             | Род Харди            | Уолтер Бро                                                                     | 2 ноября 1989      | 25        |
| 197 | 7  | «Цель: Земля» «Target Earth»                           | Колин Баддс          | Стивен Кандел                                                                  | 9 ноября 1989      | 26        |
| 198 | 8  | «Дитя Фюрера» «The Fuehrer’s Children»                 | Дон Чеффи            | Фрэнк Абатемарко                                                               | 16 ноября 1989     | 27        |
| 199 | 9  | «Банши» «Banshee»                                      | Колин Баддс          | Тэд Робертс                                                                    | 30 ноября 1989     | 28        |
| 200 | 10 | «Ради искусства» «For Art’s Sake»                      | Дон Чеффи            | Джон Уэлплей                                                                   | 14 декабря 1989    | 29        |
| 201 | 11 | «Смертельный урожай» «Deadly Harvest»                  | Арч Николсон         | Ян Сарди                                                                       | 6 января 1990      | 30        |
| 202 | 12 | «Культ Карго» «Cargo Cult»                             | Колин Баддс          | Дейл Дугуид                                                                    | 13 января 1990     | 31        |
| 203 | 13 | «Убийца» «The Assassin»                                | Арч Николсон         | Клифф Грин                                                                     | 20 января 1990     | 32        |
| 204 | 14 | «Стрелок» «The Gunslinger»                             | Колин Баддс          | Телеспектакль: Тэд Робертс Рассказ: Дэн Робертс                                | 3 февраля 1990     | 33        |
| 205 | 15 | «Церковные колокола в Боготе» «Church Bells in Bogota» | Арч Николсон         | Фрэнк Абатемарко                                                               | 10 февраля 1990    | 34        |
| 206 | 16 | «Пески Сета» «The Sands of Seth»                       | Колин Баддс          | Джеффри М. Хейс                                                                | 24 февраля 1990    | 35        |